# پاخارو (کالیفرنیا)
پاخارو (به انگلیسی: Pajaro) یک منطقهٔ مسکونی در ایالات متحده آمریکا است که در شهرستان مونتری، کالیفرنیا واقع شده‌است. پاخارو ۲٫۴۰۱ کیلومتر مربع مساحت و ۳٬۰۷۰ نفر جمعیت دارد و ۸ متر بالاتر از سطح دریا واقع شده‌است.